# Enulius oligostichus
Enulius oligostichus là một loài rắn trong họ Rắn nước. Loài này được Smith, Arndt & Sherbrook mô tả khoa học đầu tiên năm 1967.